# Bartolomeo Pacca (1817-1880)
Bartolomeo Pacca (o Jovem) (Benevento, Reino das Duas Sicílias, 25 de fevereiro de 1817 - Grottaferrata, 14 de outubro de 1880) foi um cardeal da Cúria italiana .

## Vida
Pacca, cujo tio-avô Bartolomeo Pacca também era cardeal, primeiro estudou em Roma e Velletri. Em 1838 ele se tornou o eunuco privado do Papa Gregório XVI, que o enviou para a França como apto no ano seguinte.
Quando retornou a Roma, foi ordenado sacerdote em 6 de junho de 1841 por seu tio-avô, que provavelmente também participou de sua ascensão anterior. Imediatamente depois, Pacca assumiu importantes cargos na Cúria, por exemplo, foi membro da Congregação para o Clero. A partir de 1851 trabalhou no Tribunal Apostólico e foi vice-presidente do Tribunal do Crime Romano até 1853. Em 16 de junho de 1858, o Papa Pio IX o nomeou. mestre de câmara, que permaneceu até 1868. A partir daí, como prefeito, Pacca assumiu a administração da casa papal.
Finalmente, em 15 de março de 1875, foi admitido no Colégio dos Cardeais. A criação do cardeal foi feita in pectore e só foi anunciada quatro meses depois. O Cardeal Pacca participou do Conclave de 1878 em que Papa Leão XIII foi escolhido. Ele morreu dois anos depois, aos 63 anos.*

## Link Externo
- «Catholic hierarchy» (em inglês)
- «The Cardinals of the Holy Roman Church» (em inglês)